# Ectropis gozmanyi
Ectropis gozmanyi är en fjärilsart som beskrevs av Fletcher 1978. Ectropis gozmanyi ingår i släktet Ectropis och familjen mätare. Inga underarter finns listade i Catalogue of Life.